# Гнідий Анатолій Олегович
Анатолій Олегович Гнідий (18 липня 1992, с. Новоєгорівка, Миколаївська область — 26 або 27 лютого 2022, м. Васильків, Київська область) — український військовослужбовець, солдат 128 ОГШБр Збройних сил України, учасник російсько-української війни. Кавалер ордена «За мужність» III ступеня (2022, посмертно).

## Життєпис
Анатолій Гнідий народився 18 липня 1992 року в селі Новоєгорівка, нині Баштанської громади Баштанського району Миколаївської области України.
Навчався у Новоєгорівській загальноосвітній школі (2008). Закінчив Миколаївський технікум залізничного транспорту (2012, спеціальність — автоматика та телемеханіка).
У 2012—2013 роках проходив строкову службу. Працював за кордоном та компанії «Seaside Terminal» (м. Миколаїв).
Від листопада 2019 року служив в складі реактивного артилерійського дивізіону 128-ї окремої гірсько-штурмової бригади. Учасник ООС.
Під час повномасштабного російського вторгнення в Україну 2022 року, брав участь в боях за Київщину. Загинув 27 лютого 2022 року внаслідок ворожого обстрілу в м. Васильків на Київщині (див.: Бої за Васильків).

## Нагороди
- орден «За мужність» III ступеня (4 березня 2022, посмертно) — за особисту мужність і самовіддані дії, виявлені у захисті державного суверенітету та територіальної цілісності України, вірність військовій присязі[2].